# Египатска криза
Египатске кризе тридесетих година 19. века представљају етапу у развоју источног питања. Догађаји на истоку, везани за рат Мехмед Алија против турског султана изазвали су велико интересовање Русије, Британије, Француске и Аустрије. До изражаја су дошле супротности великих сила, од којих је свака желела што већи удео у решавању источног питања. Од исхода решења Египатских криза зависила је укупна равнотежа снага на Средоземљу што је ово питање учинило исувише сложним да би се оставило Египту и Османском царству на решавање. Коначан резултат египатских криза био је увођење надзора европских сила над Турском, затварање мореуза Босфор и Дарданели за Русију, али и побољшање положаја раје у Османском царству.

## Позадина
Египат улази у састав Османског царства 1517. године када је османски султан Селим I припојио територије Мамелучког султаната, државе која је преко два и по века доминирала исламским светом. Египат је претворен у пашалук и издељен у 12 санџака на чијем челу су се углавном налазили Мамелуци које султани нису одстранили из управе. Мамелуци су имали значајан удео у управљању египатским провинцијама, што им је омогућило да се поставе пашама као супарничка власт. Упоредо са слабљењем централне власти у 18. веку, утицај Мамелука све је већи. Порта није имала времена ни средстава да у Египту поново учврсти своју власт. Јак ударац Мамелуцима задао је Наполеон Бонапарта који је накратко окупирао Египат између 1798. и 1801. године са циљем да угрози британске позиције у Индији. Порта се након повлачења Француза 1801. године трудила да у Египту поново успостави власт. Групације Мамелука тамо су биле у непрестаним борбама. Задатак смиривања њихових сукоба Порта је поверила Мехмед Алију који је 1805. године добио титулу гувернера. Мехмед се успео изборити са Мамелуцима 1811. године намамивши их у замку у каирску тврђаву. Потом је предузео модернизацију земље са циљем да постане пуноправни самостални суверен. Током првих 25 година владавине, Мехмед је спровео више реформи него султан Махмуд. Пољопривреда земље побољшана је у кратком року унапређивањем система канала за наводњавање. Нова турско-черкеско-албанска класа земљорадника, окупљена око паше, постала је водећи слој у земљи. То му је донело веће приходе и омогућило да створи успешан бирократски апарат што су били предуслови за стварање модерне војске. У стварању модерне армије Мехмед се ослањао на француске официре који су остали у Африци након потписивања Париског мира којим Турска иступа из Друге коалиције. Основе Мехмедове војне реформе огледају се у стварању националне војске који су чинили регрутовани египатски сељаци обучавани од стране старих официра 1823. године. Она се показала успешном у рату против Грка. Покушао је створити и војни ред сличан низам-и-џедиду, састављеног од војника са Кавказа или из црне Африке, што се показало неуспешним. Египат се отвара западноевропским културама, најпре италијанској, а затим и француској. Француска ће бити једини искрени савезник Мехмеда у обе египатске кризе. После заузимања Алжира 1830. године, Француска је желела да се афирмише на Блиском истоку, да учврсти своје позиције и овлада Египтом, а преко њега и Сиријом. Стварање Арапског царства под Мехмедовом влашћу било би дело француске дипломатије. За француско јавно мњење, паша је био француски човек.

## Узроци
Грчки устанак обележио је источно питање двадесетих година 19. века. Немоћна да својим снагама угуши устанак, Порта је наложила Мехмед Алију да предузме поход на Грчку. Мехмед Алија привлачила је идеја о интервенцији у Грчкој из више разлога: арбанашко порекло, жеља да завлада Грчком, прекид промета између Египта и Егејског мора услед устанка. Султан му је као награду нудио Мореју и Крит. Без већег отпора Мехмед је савладао устанике. Грчку је, међутим, спасла интервенција великих европских сила, заинтересоване за духовну баштину античке Грчке и Рима. У бици код Наварина 1827. године муслиманска флота је уништена. Турци и даље не прихватају предају. Французи су истерали Ибрахим-пашу са Пелопонеза, а Руси објављују султану рат и продиру до Једрена где је потписан мир којим су окончани сукоби. Грчки рат за независност окончан је стварањем прве независне државе на Балканском полуострву. Истовремено Турци губе Алжир. Напреднији слојеви у Турској су причали како ће, уколико не буду спроведене потребне реформе, Османско царство бити протерано из Европе у Азију. Султан Махмуд је био присталица реформи. Подржавао је бројне реформе свога претходника, Селима III, са којим је једно време живео у затвореничкој палати. Иако су имали једнако образовање, Махмуд се показао успешнијим реформатором од Селима јер је видео резултате Селимове слабости и неодлучности. Током двадесетих година 19. века Махмуд спроводи војну реформу, укида јаничарске корпусе и уводи нову војску, тзв. Мухамедове увежбане победничке војнике, по узору на низам-и-џедид. Даље реформе спречио је рат са Русијом, а по његовом завршетку рат са Египтом.
Мехмед Али је много изгубио у рату са Европљанима. Код Наварина је уништена његова флота, а Крит и Мореја који су му обећани ушли су у састав нове државе. Лишен очекиване награде, он је тражио Сирију, односно пашалук Дамаск, као компензацију. Махмуд је захтев одбио и понудио му Крит. Понуду је египатски намесник одмах одбацио јер су тамо, још од почетка револуције, беснели устанци који су обећавали више трошкова него користи. У ранијим годинама, Мехмед се није понашао као узоран вазал. После Наваринске битке је удовољио захтевима хришћанских држава да повуче своје снаге из Грчке без претходног саветовања са сизереном. Изневерио је обећања султану да ће послати трупе за борбу против Руса, а подстицао је и побуне у северној Албанији. То су били разлози због којих је султан наредио сиријском намеснику да се припреми за напад на Египат. Писмо је доспело у Каиро, те је Мехмед схватио да је његов захтев за Сиријом одбијен. Египатски намесник је одлучио да силом освоји оно што је сматрао да му с правом припада. Повод није било тешко пронаћи. Османлије му нису вратиле неких 6000 фелахина, египатских земљорадника, који су за време рата побегли у Сирију, а намесник Акре заборавио му је платити за допринос у рату. 

## Први рат
Мехмед Али је новембра 1831. године отпочео са слањем египатских трупа под Ибрахимом у Сирију. Ибрахим је копненим путем водио преко 20.000 војника преко Газе, Јерусалима и Хаифе, док је истовремено из Александрије кренула и флота ка Јафи која се одмах предала. На страну Египта стао је и либански емир Бешир ел-Шихаби који је Ибрахиму помогао да заузме Сидон, Бејрут и Триполи. Акра је пала након шестомесечне опсаде (мај 1832. године), а падом Дамаска окончано је освајање Сирије после непуних годину дана (новембар 1831. – јун 1832. године). Порта реагује споро. Мехмед Али је проглашен бунтовником тек марта 1832. године. Султан га је сменио агом Хусеином кога је ставио на чело своје војске која је ишла у сусрет Ибрахиму. Главнина турских снага бројала је око 35.000 људи, док је део турских трупа (око 15.000 људи) код Акре прикупио Мухамед-паша. Ибрахим-паша је за то време радио на подизању сиријског становништва против власти обећавајући им самоуправу. Када су султанове трупе тамо ушле, становништво их је сматрало за стране завојеваче. Ибрахим-паша је из Дамаска кренуо ка Химсу где је 7. јула тукао Мухамед-пашу, а крајем месеца и Хусеина на превоју Белен. 
Након Хусеиновог пораза, Мехмед је зауставио војску свог сина надајући се да ће султан пристати да му да Сирију без даље борбе. Британија је одбила султанове молбе за помоћ, али га није спречавала да настави рат. Тако је султан био препуштен сам себи. Став европских сила дао му је одрешене руке да настави рат са Египтом. Велики везир Решид Мехмед-паша преузео је команду од Хусеина. Одлучујућа битка вођена је новембра 1832. године код Иконије и завршена је одлучном победом Ибрахима-паше којом је отворен пут његовом надирању кроз Анадолију. 

## Ункјар-искелејски споразум
Пораз Османлија навео је руског цара Николаја I да предузме кораке како би спречио пропаст Османског царства и оснивање моћније државе која би се лакше могла одупрети руским претензијама. Француска и енглеска влада није се одазивала на султанову помоћ, те је он позвао у помоћ руског цара. Позив је пружио Николају да својом војском и флотом запоседне мореузе Босфор и Дарданеле. Почетком фебруара 1833. године руска флота под командом адмирала Лазарева упловила је у Босфор. Тамо ју је дочекао Портин представник Ахмед-паша који је пренео султанове поздраве и жељу да адмирал изађе из мореуза и заустави се у црноморској луци Созопољ. 
Руска ескадра, међутим, није напустила Босфор. Напротив, крајем марта, бродовима из Одесе стигао је одред пешадије од 5000 људи који се улогорио код залива Ункјар-Искелеси, на азијској обали Босфора. Убрзо затим, гроф Орлов као представник руског цара долази у Цариград и изражава вољу руске владе да војници не напусте Босфор док год прети опасност од египатске војске. Руска интервенција заплашила је Француску и Енглеску које врше притисак на султана да да Сирију Мехмеду. Истовремено, њихове флоте блокирају египатску обалу како би приморале египатског намесника на сарадњу. Ибрахим је и даље напредовао ка Цариграду, али је његов отац знао да Руси неће дозволити пад турске престонице. Због тога је пристао на преговоре који су вођени у Кјутаји и заршени потписивањем мировног споразума. Мехмед Али је добио намесништво над Сиријом (односно Дамаском и Алепом) и вилајетом Адана на прилазима Малој Азији. Ибрахим-паша се повукао из Анадолије. По закључењу споразума, Руси су пристали да повуку своје трупе на захтев западних сила и турске владе. Било је то прилично изненађење за Енглеску и Француску. Међутим, још је веће изненађење представљала вест да је Русија, два дана пре повлачења трупа, са султаном закључила тајни уговор у Ункјар-Искелесију који је Османско царство довео готово под руско покровитељство. Црно море постало је „руско језеро“. Ункјар-Искелесијски уговор представља врхунац руског утицаја на Порту. Султан се обавезао да затвори мореузе Босфор и Дарданели за сваки страни брод који би имао непријатељске намере према уговорним странама. Иако то у уговору није било истакнуто, руским бродовима није био затворен пролаз. Руска флота у Црном мору тако би била заштићена од поморских напада осталих европских сила у случају избијања рата. 

## Мешање великих сила
Питање слободне пловидбе Црним морем и проласка бродова кроз Босфор и Дарданеле први је покренуо руски цар Петар Велики у преговорима са Турском по завршетку Великог бечког рата вођеним у периоду од 1698. до 1700. године. Мустафа II је био непопустљив у својој намери да Русима не допусти пловидбу по мору. Тако тачка о Црном мору и мореузима није решена Цариградским миром из 1700. године. Значајан корак у решавању овог питања у корист Руса представља Кучуккајнарџијски мировни споразум из 1774. године који је, између осталог, дао руским трговачким бродовима слободно кретање Црним и Средоземним, односно Егејским морем. Катарина Велика је победом у рату успела да изједначи положај руских трговаца са трговцима Француске и Енглеске. Почев од 19. века уврежио се обичај да се на затварање Босфора и Дарданела гледа као на правило које треба поштовати. Ово правило нарочито је бранила Велика Британија која се трудила да га Русија не измени у своју корист. После Ункјар-Искелесијског споразума отпочиње надметање европских држава у успостављању утицаја на Порту. Тако је период између две кризе био период наоружаног мира током кога је Махмуд ојачавао своју војску и приближавао се Британији. Османлије више нису могле приуштити себи да презиру Запад. Махмуд је применио стари османски принцип коришћења супарништва разних сила за добробит царства. Руски официри од 1834. године обучавају нову султанову војску. Британија опскрбљује царство индустријском и војном опремом, а британски инжињери раде на подизању и обнављању тврђава. Махмуд тражи помоћ и од Пруске, сматрајући да она нема интересовања за Средњи исток. Неколико пруских мисија упућено је у Турску 1838. и 1839. године. Међу официрима који су помагали Порту нашао се и млади поручник Хелмут фон Молтке који тамо стиче прва ратна искуства, а касније постаје један од најзначајнијих војних заповедника Европе. 
Већ 1834. године Мехмедов покушај да смањи годишњи данак Порти умало је довео до устанка. Његова власт у Сирији и Палестини у почетку је лепо примљена, али је Ибрахимов порески систем и модерна регрутација довео до низа устанка који су охрабрили Махмуда на интервенцију. Најшире размере попримио је устанак прикупљача пореза, Касим ел-Ахмеда који избија у планинским подручјима Палестине, али се убрзо шири и на Газу и Трансјордан. Устаници су накратко успели да овладају Јерусалимом који је погођен тешким земљотресом. Међутим, супериорнија војска Ибрахим-паше успела је да угуши устанак, а Касим је заробљен и погубљен. Истовремено, Махмуд је био спреман да нападне Египат под изговором стишавања немира, али је јак британски и француски притисак сачувао мир. 

## Стварање два блока
У Европи се после прве египатске кризе стварају два савеза. Јак руски утицај на Порту пореметио је равнотежу снага и довео до зближавања Француске и Велике Британије. Сваки покушај обнове Свете алијансе наилазио је на њихов жесток отпор. Француска је претила да ће на сваки интервенцију аустријских трупа у другим државама, слати своје трупе у исте државе. Војвода од Брољија, француски премијер између 1832. и 1836. године, настоји да са Британијом закључи одбрамбени савез како би се супротставиле интересима источних сила. Палмерстон је одбио предлог, али је неколико месеци касније Таљеран успео да умеша Француску у споразум Енглеске са уставним владама Шпаније и Португалије против апсолутистичких претендената. Створен је тзв. Четворни савез за одбрану либералног режима од напада споља. Са друге стране, Русија и Аустрија склапају Минхенградски споразум којим су се обавезале на поштовање интегритета и независности Османског царства и обавезале су се на споразумно деловање са осталим силама у случају његовог распада. Био је то најнесрећнији политички акт Неселрода који је био под великим утицајем Метерниха. Руси су признали Аустрији део права у решавању источног питања, што им је готово сто година везивало руке и онемогућавало им слободно деловање. Срдачни споразум Енглеске и Француске није могао бити дугог века. Квариле су га англо-француске супротности у колонијама у Северној Америци, Африци и Средоземљу. Против воље војводе од Брољија, француски краљ Луј-Филип се 1834. године упушта у личну преписку са Метернихом. Војводу од Брољија сменио је 1836. године Адолф Тјер, погоднији за приближавање Средњој Европи. Све то је резултирало склапањем француско-аустријског споразума 1838. године. Османско царство се окреће ка Британији са којом 1838. године склапа споразум у Балта-Лиманију којим је султан потврдио и проширио старе британске капитулационе повластице. Енглези почињу економски да експлоатишу Левант и да пројектују нове путеве ка Индији преко Багдада и Персијског залива. Успостављају се блиски односи између две државе који ће трајати у наредним деценијама. У Енглеској су постојале две тенденције у погледу односа према Русији. Према првом гледишту, Британија је требало да успостави добре односе са Русијом јер је њено тржиште могло да апсорбује огромне количине британске робе. За Британију није било важно хоће ли Руси држати Цариград и мореузе јер Русија није индустријски јака земља и не може угрозити енглеске интересе на Блиском истоку. Друго, Палмерстоново гледиште, истицало је да је Енглеска животно заинтересована за одржање Турске као бране за продирање Руса на Блиски исток и у Азију, односно Индију. 

## Други рат
За нову египатску кризу није у потпуности крив Мехмед Али. Махмуд, заведен почетним реформама и победом над устаницима у Тунису, врши припреме за рат. Варницу је изазвала изјава Мехмед Алија да намерава да постане независни монарх. Стране силе нису успеле да спрече избијање нове кризе. Османска војска, састављена од локалних курдских племена и појачана пруским контингентима, прешла је Еуфрат и кретала се ка Алепу где је Ибрахим-паша окупио око 50.000 људи. Битка је вођена код Нисиба. Упркос Молткеовом савету, турска војска кренула је у јуриш. Ибрахим-паша нанео јој је потпуни пораз и присилио је на повлачење у Анадолију. Султан Махмуд подлегао је туберкулози још пре него што је чуо вест о пропасти своје војске. Наследио га је малолетни син Абдулмеџид I чији је долазак на власт искористио стари ратник Мехмед Хусрев-паша да преузме везирски престо. Хусревов противник, велики адмирал Ахмет Февзи-паша, у страху од новог везира, предао је Египћанима комплетну османску флоту. Престрашена, нова турска влада предложила је Мехмеду мир и наследну титулу владара Египта. Мехмед је тражио и Сирију и Киликију, као и Хусревову оставку. Пропаст Османског царства била је на видику, што велике силе нису могле да дозволе. Мустафа Решид, амбасадор Порте у Лондону, вршио је притисак на Енглезе да интервенишу. Енглези су одлучили спасти Царство по цену директне интервенције. Заједничком нотом великих сила обустављени су преговори између Египта и Царства, а решење друге египатске кризе велике силе преузеле су на себе. Преговорима је требало да буду решени супротни интереси великих сила, пре него самих учесница рата. Противник међународног решења сукоба била је Француска. Адолф Тјер, који је 1840. године опет дошао на власт, настојао је да коначно решење буде повољно по пашу. На све покушаје да се криза споразумно реши одговарао је одуговлачењем и одбијањем, те су се преговори отегли на две године. Палмерстон није крио да ће Европа решити кризу и без учешћа Француске. Амбасадор Гизо из Лондона упозоравао је на такав став британских власти, али је Тјера подржавао краљ Луј-Филип и француско јавно мњење. На самом истоку, ситуација се приближава коначном решењу. Хусрев је 1840. године смењен Мехмед Емин Рауф-пашом након чега су обе стране постале много склоније нагодби. 

## Лондонска конференција
Николај је остао по страни јер су га властити политички и финансијски проблеми спречавали да Османлијама пружи помоћ предвиђену ранијим споразумима. Руски амбасадор у Лондону, Брунов, иако способан дипломата, имао је ману да своје извештаје пише онако како његов господар жели, занемарујући реално стање и сопствено мишљење. Николај је тако доведен у заблуду по питању односа Велике Британије и Француске. Погрешно оцењујући циљеве Британије, он није обновио Ункјар-Искелесијски уговор како се не би замерио енглеској влади. На првој Лондонској конференцији Николај се одрекао Ункјар-Искелесијског уговора, а мореузи су, по старом правилу, затворени за стране бродове у периоду мира, а у периоду рата Порта је сама могла одлучити коме ће их отворити. Николај је свесно одбацио предности овог споразума са Портом надајући се да ће привући Британију на своју страну. Он је чак предузео пут у Велику Британију у циљу закључења споразума о подели Турске. Палмерстона је на месту министра спољних послова наследио Лорд Абердин, познат по русофилским осећањима. Отпочео је преговоре са царем који је сматрао да „болеснику на Босфору“ ништа не може помоћи да оздрави. Николај је упутио меморандум британској влади. Међутим, Енглези су мало детаљније размотрили ствар и уопште нису одговорили на Николајев меморандум. Показало се да је руски цар све време водио лошу политику. Луј-Филип се у последњем тренутку тргао и променио спољну политку, прихватајући споразум, на шта је Тјер поднео оставку. Бомбардовањем Бејрута срушена је Ибрахим-пашина власт у Сирији, а енглеска флота блокирала је египатску у Александрији. Суочен са могућношћу да се енглеска војска искрца и заузме Каиро, Мехмед је схватио да је игра завршена. Пристао је повући своје снаге из Сирије, вратити турску флоту и прихватити наследну власт над Египтом. Одређена је висина годишњег данка на 40 милиона гроша, знатно мања сума од очекиване. Споразумом о мореузима од 13. јула 1841. године прихваћене су одредбе Лондонске конференције из 1840. године о затварању мореуза за стране бродове. Руска флота остала је затворена у Црном мору. 

## Последице
Египат је из криза изашао као наследна монархија под Мехмед Алијином династијом. Мехмед ће владати до своје смрти 1849. године, након чега ће га наследити млађи син, јер је Ибрахим умро пре оца, 1848. године. Између Египта и Османског царства нестале су тензије и успостављени су блиски и пријатељски односи, нарочито након Мехмедове смрти. Немири су, услед слабљења султанове власти током египатске владавине, беснели и у Либану где ће Порти бити потребно пет година да их угуши. Османско царство је из рата изашло као губитник јер је дошло до одвајања још једне провинције, мада је она и даље формално била у саставу Царства. Одвајање се одвијало постепено све до тренутка када ће Египат окупирати Енглези 1882. године. Французи нису опростили краљу и Гизоу издају националних тежњи. Срдачни споразум са Енглеском раскинут је 1846. године, а Палмерстон пореди Луја-Филипа са Лујем XIV и подстиче нападе преко Штампе, успевајући да обрлати и краљицу Викторију. Енглеска из криза излази као једини победник јер је успела сузбити руски утицај и ослободити се опасности од руске флоте у источном Средоземљу. Њен утицај на султана и Мехмедове наследнике у Египту временом постаје све већи. Одустајање Енглеза од подршке Русима и револуције из 1848. године уздрмале су добре односе Русије и Британије. Догађаји везани за египатске кризе имали су свој епилог у бурним догађајима који ће отпочети 1853. године избијањем рата између Турске, Енглеске и Француске са једне и Русије са друге стране.
| Династија Мухамед Али  |           |                                                    |
| Име краља              | Владавина | Напомена                                           |
| Мухамед Али од Египта  | 1805-1848 | оснивач династије                                  |
| Ибрахим-паша од Египта | 1848      | Мухамедов син                                      |
| Абас I Египатски       | 1848-1854 |                                                    |
| Саид Египатски         | 1854-1863 | започела изградња Суецког канала                   |
| Исмаил-паша            | 1863-1879 | купио титулу кедива                                |
| Теуфик-паша            | 1879-1892 |                                                    |
| Абас II Египатски      | 1892-1914 | владао до Првог светског рата, сменили га Британци |
| Хусеин Камел Египатски | 1914-1917 | султан                                             |
| Фуад I Египатски       | 1917-1936 | египат постао краљевина                            |
| Фарук I Египатски      | 1936-1952 | свргнут револуцијом из 1952. године                |
| Фуад II Египатски      | 1952-1953 | формално последњи египатски краљ                   |